# Río Chipiriri
Río Chipiriri är ett vattendrag i Bolivia.   Det ligger i departementet Cochabamba, i den centrala delen av landet, 300 km norr om huvudstaden Sucre.
I omgivningarna runt Río Chipiriri växer i huvudsak städsegrön lövskog. Runt Río Chipiriri är det glesbefolkat, med 13 invånare per kvadratkilometer.